# Nabis

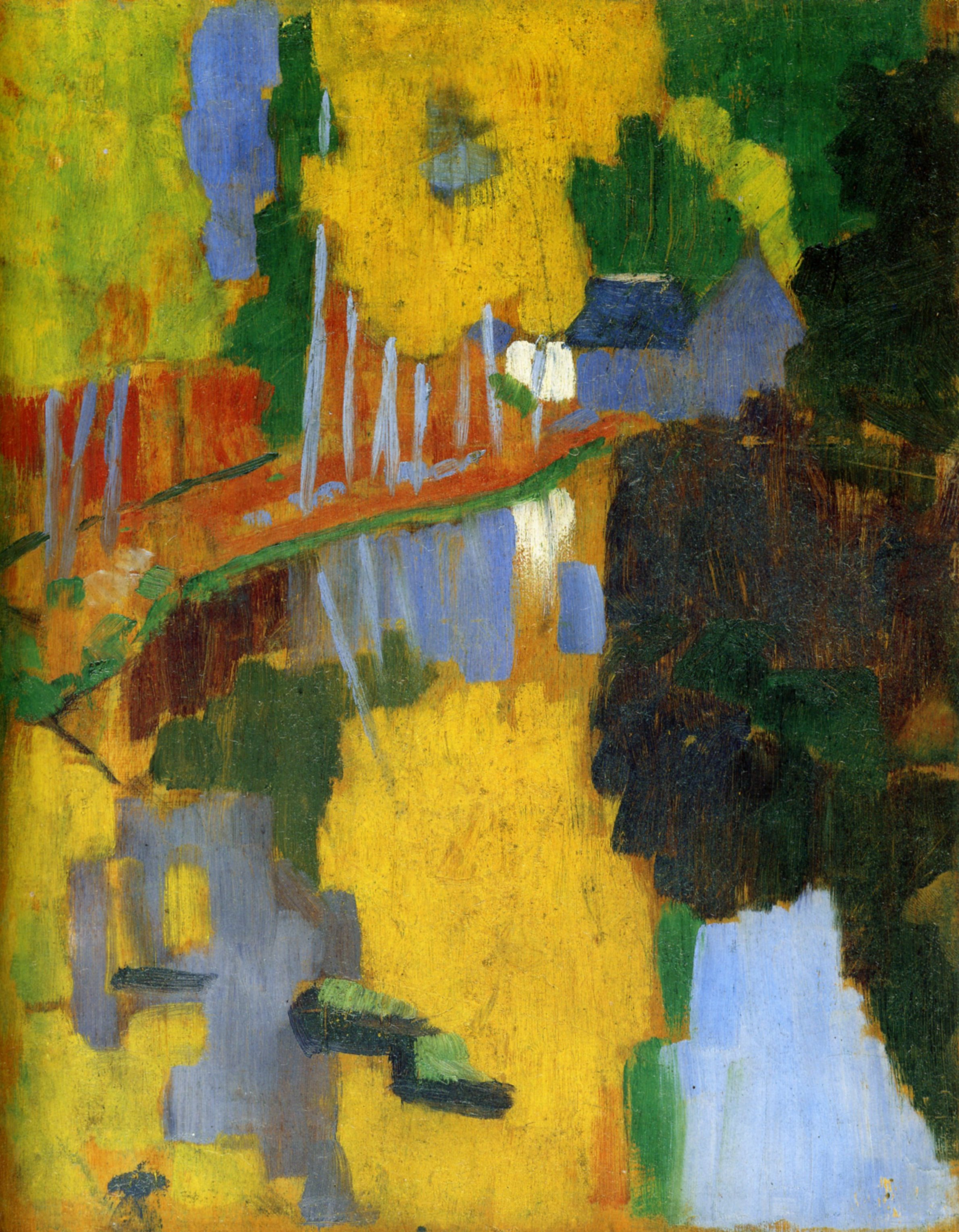
Paul Sérusier, Il Talismano (1888). Musée d'Orsay

Nabis o Le Nabis (dalla parola ebraica per profeti, parimenti dall'arabo: nabī) furono un gruppo di artisti parigini dell'avanguardia post-impressionista, attivi negli anni '90 del XIX secolo.
Il termine fu coniato dal Nabi Auguste Cazalis, esperto di ebraico e lingue orientali, per classificare un gruppo di giovani artisti usciti dall'Académie Julian e dall'École des Beaux-Arts che, appartenenti al filone del simbolismo, si raccoglievano intorno al pittore Paul Sérusier, con l'intento di rinnovare la pittura.
Il giovane Sérusier ebbe l'opportunità di dipingere all'aperto con Paul Gauguin a Pont-Aven in Bretagna e da questa esperienza trasse uno spunto per un nuovo uso del colore.
Durante questo incontro realizzò un dipinto (1888) su una sottile tavoletta in legno di pioppo (Paysage au bois d'amour), che venne poi considerato il Talismano dai Nabis, per il potere che ebbe nella loro conversione da una pittura di modello scolastico a una del tutto nuova ma nello stesso tempo più semplice ed arcaica.

## Attività artistica
Nel 1889 al caffè Volpini di Parigi venne organizzata un'esposizione per presentare le opere di Bernard, Paul Sérusier e Gauguin.
Attorno all'opera il Talismano, si raccolse un gruppo di artisti che utilizzò il colore come evocativo di un mondo lontano, mistico anche se i temi raccontano della quotidianità.
Aperto a tutti gli aspetti della cultura, il gruppo si interessava anche di musica e di letteratura, leggendo Baudelaire e Mallarmé e si concepiva come una sorta di confraternita unita nella ricerca delle vere fonti dell'arte nella diffusione di una nuova sensibilità pittorica. All'interno del gruppo, unito nella volontà di superare il realismo impressionista e di creare un linguaggio capace di rappresentare le emozioni allo stato puro, si svilupparono diverse tendenze.
I Nabis non cercano la forza espressiva, ma la purezza, la bidimensionalità, la sintesi formale, la flessuosità della linea e la morbidezza del colore.
Per loro l'arte non fu la descrizione di un paesaggio o di un avvenimento, ma l'espressione interiore, quindi il tema passa in secondo piano rispetto alla disposizione dei colori, che, posti in rapporto l'uno rispetto all'altro, determinano un accordo rivolto ad esprimere un significato unico e irripetibile.
I Nabis pubblicarono i loro lavori sulla Revue Blanche fin dal 1891; le litografie e manifesti si ispiravano alle decorazioni di Puvis de Chavannes, agli affreschi italiani del Quattrocento e alle stampe giapponesi.
Nel 1895, il mercante d'arte Ambroise Vollard organizzò una mostra di Cézanne nella sua galleria che lasciò profondamente colpiti i Nabis. Secondo loro Cèzanne aveva voluto trasformare l'impressionismo in una corrente pittorica «solida e duratura».
Questa stima fu ben rappresentata dall'omaggio a Cézanne di Maurice Denis del 1900.
Tra il 1896 ed il 1897 il gruppo cominciò a sfaldarsi: dopo l'ultima mostra del 1900 ognuno proseguì su strade solitarie.

### Membri del Nabis
Tra i membri del movimento non vi furono soltanto pittori, ma anche scultori come Aristide Maillol o poeti come Henri Cazalis, molti di loro si diedero un nuovo nome di battesimo in segno della loro iniziazione:
- Pierre Bonnard (1867-1947), le Nabi très japonard
- Henri Cazalis (1840-1909), le Nabi ben kalyre.
- Maurice Denis (1870-1943), le Nabi der schönen Ikonen
- Meyer de Haan (1852-1895), Nabi hollandais
- Georges Lacombe (1868-1916), le Nabi sculpteur
- Paul-Élie Ranson (1864-1909), le Nabi plus japonard que le Nabi japonard
- Étienne Terrus (1857-1922)
- Paul Sérusier (1864-1927), le Nabi à la barbe rutilante
- Félix Vallotton (1865-1925), le Nabi étranger
- Jan Verkade (1868-1946), le Nabi obéliscal
- Édouard Vuillard (1868-1940), le Nabi zouave
- Henri-Gabriel Ibels (1867-1936), le Nabi journaliste
- József Rippl-Rónai (1861-1927), le Nabi hongrois
- Mogens Ballin (1872-1914), Le Nabi danois
- Armand Seguin (1869-1903)
- Émile Bernard (1868-1941)